# Bois-de-la-Pierre
Bois-de-la-Pierre ist eine französische Gemeinde mit 459 Einwohnern (Stand 1. Januar 2022) im Département Haute-Garonne und der Region Okzitanien (zuvor Midi-Pyrénées).
Bois-de-la-Pierre liegt am Bewässerungskanal Canal de Saint-Martory, 24 km südöstlich von Muret und 37 km von Toulouse entfernt.
Die Bevölkerungszahl stieg von 168 (1962) auf die heutige Zahl an.
Im Ort befindet sich ein Établissement ou service d’aide par le travail (ESAT) (medizinisch-soziales Zentrum für behinderte Menschen, geschützte Werkstätte).
Vor dem Ort liegt das Centre européen d’autogire du Bois-de-la-Pierre (ULM), ein Ultraleichtflugzeug- und Tragschrauber-Landeplatz.

## Bevölkerungsentwicklung
| Jahr                       | 1962 | 1968 | 1975 | 1982 | 1990 | 1999 | 2006 | 2017 | 2019 |
| Einwohner                  | 168  | 175  | 147  | 152  | 219  | 313  | 308  | 429  | 441  |
| Quellen: Cassini und INSEE |      |      |      |      |      |      |      |      |      |

## Sehenswürdigkeiten
- Château de Tremoulet, Schloss aus dem 17. Jahrhundert

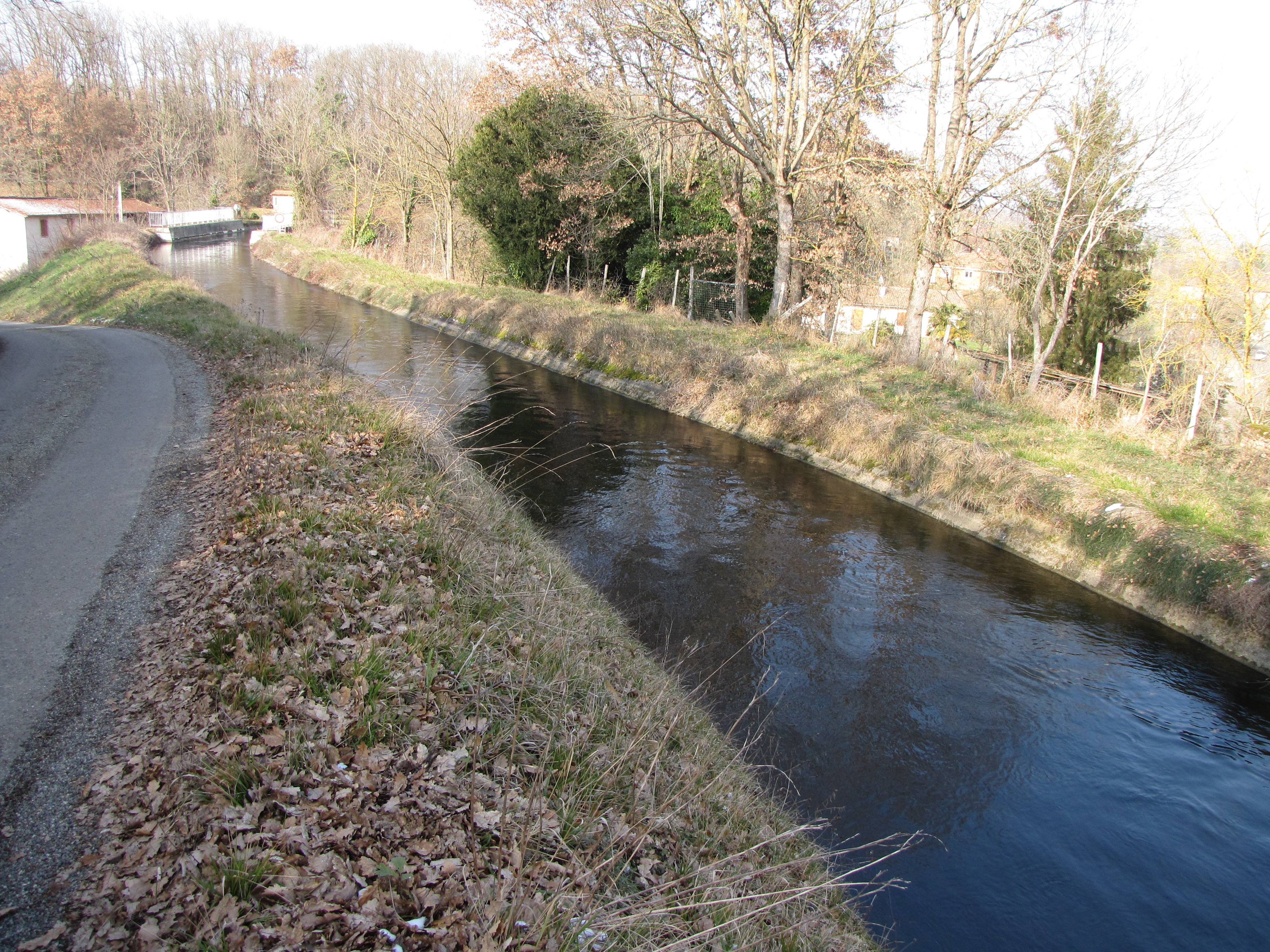
Canal de Saint-Martory bei Bois-de-la-Pierre
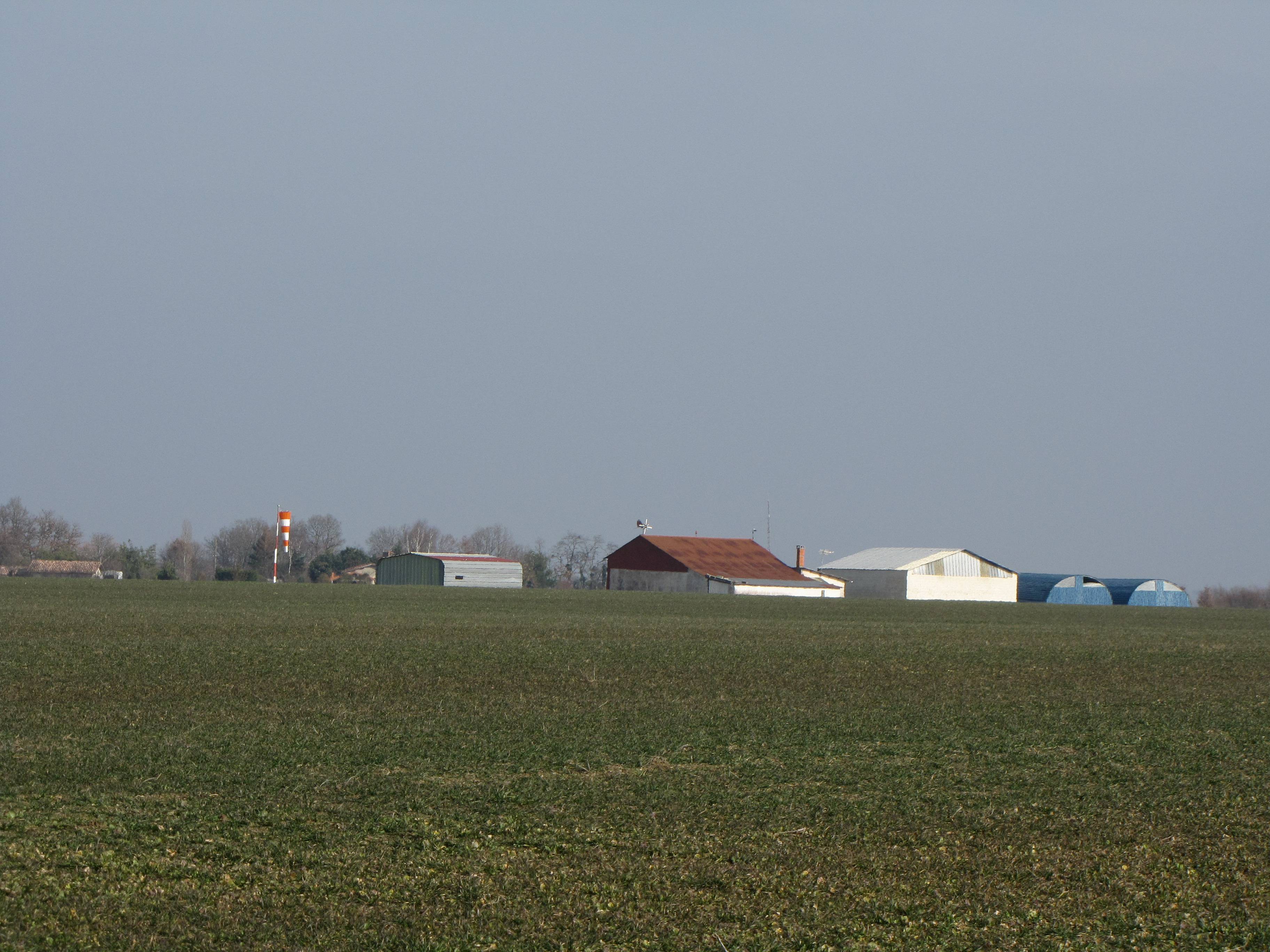
ULM-Landeplatz